# Sint-Fiacriuskerk (Dison)

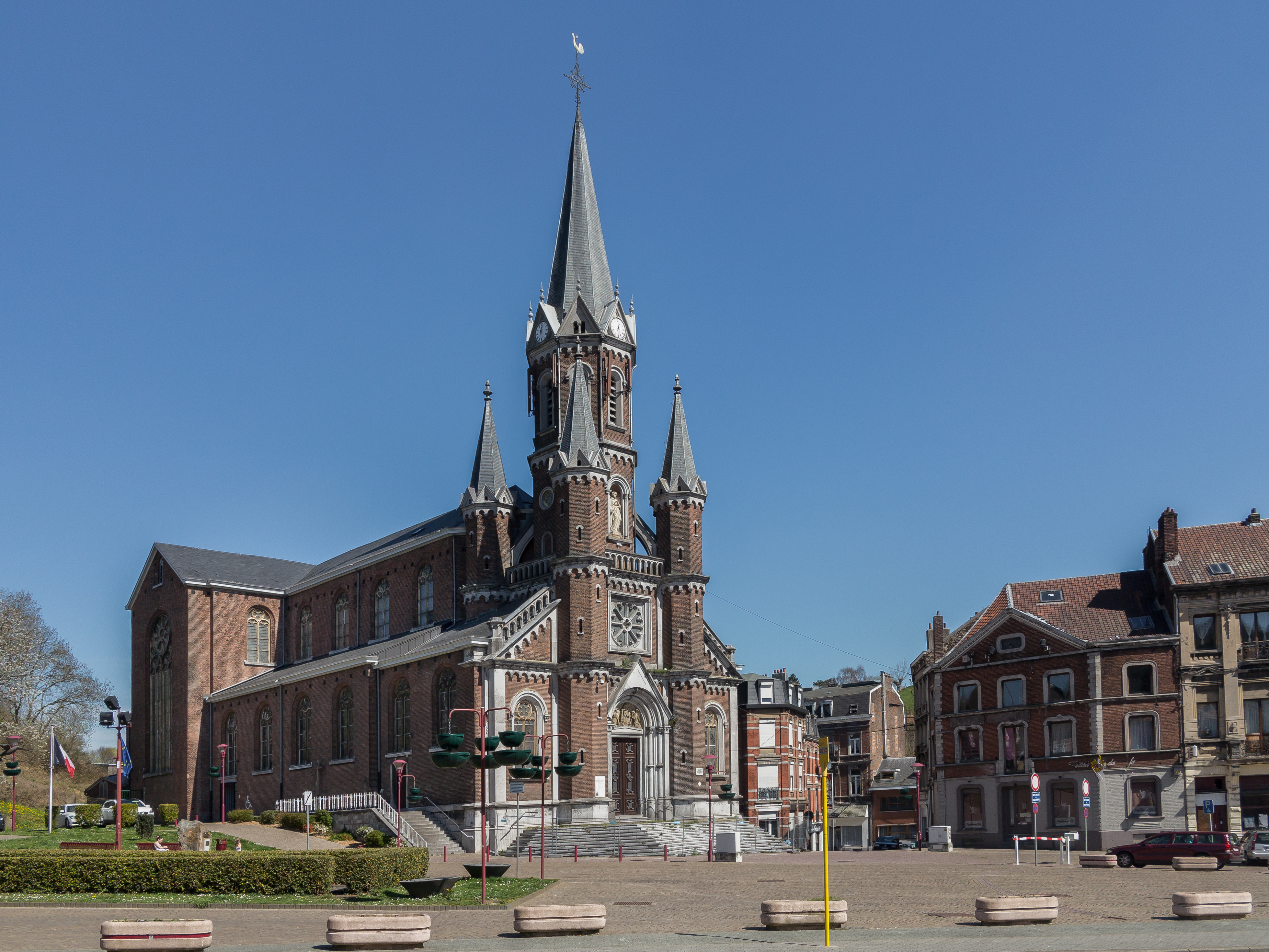
Sint-Fiacriuskerk

De Sint-Fiacriuskerk (Frans: Église Saint-Fiacre) is de parochiekerk van de Belgische plaats Dison, gelegen aan de Rue de l'Église. De kerk is gewijd aan de 7e-eeuwse heilige Fiacrius.

## Geschiedenis
De gelovigen van Dison waren afhankelijk van de parochie van Petit-Rechain, maar omdat de afstand bezwaarlijk was wensten ze een kapel, welke in 1740 werd opgericht en waar Missen werden opgedragen. In 1803 werd deze kapel verheven tot parochiekerk en, hoewel vergroot in 1808, werd ze snel te klein voor het groeiende dorp. In 1840, 1842 en 1843 vonden uitbreidingen plaats, maar uiteindelijk bouwde men een veel grotere, nieuwe kerk naar ontwerp van Jean-Charles Delsaux. In 1853 begon de bouw.
De kerk heeft neoromaanse en vroeg-neogotische kenmerken. Het is een driebeukige kruisbasiliek, waarvan de zijbeuken aan de westzijde verlengd zijn en de toren omsluiten. Deze toren wordt nog door vier lagere achtkante torentjes geflankeerd. Ook de eigenlijke toren is achtkantig en de spits wordt door acht frontalen omgeven. Het koor is driezijdig afgesloten. De rijke voorgevel toont onder meer een ingangsportaal met timpaan van 1862, een nis met een 2,2 meter hoog heiligenbeeld (1864) en een roosvenster. Het gebouw is uitgevoerd in baksteen met natuurstenen versieringen.
Het interieur is rijkelijk voorzien van muurschilderingen die omstreeks 1875 werden aangebracht. Het orgel is van 1857 en werd vervaardigd door Petrus Loncke. Het rijke meubilair stamt grotendeels uit de 2e helft van de 19e eeuw. Een viertal heiligenbeelden is ouder, en wel van omstreeks 1750. Charles Lévecque vervaardigde de glas-in-loodramen in 1870.